# 天青石
天青石是一种由硫酸锶组成的矿物。这种矿物因其偶尔出现的精致蓝色而得名。天青石和菱锶矿是锶元素的主要来源。

## 發現
天青石以晶体形式出现，也以紧凑的块状和纤维状形式出现。它主要存在于沉积岩中，通常与矿物石膏、硬石膏和岩盐有关。
这种矿物遍布世界各地，通常数量很少。在马达加斯加发现了淡蓝色的晶体标本。白色和橙色的变种也出现在英国布里斯托尔的Yate，直到20世纪中叶，它才被提取用于商业目的。
与其他放射虫的骨骼由硅石组成不同，等辐骨亚纲原生动物的骨骼是由天青石组成的。
在碳酸盐海相沉积物中，埋藏溶解是公认的天青石沉淀机制。它有时被用作宝石。

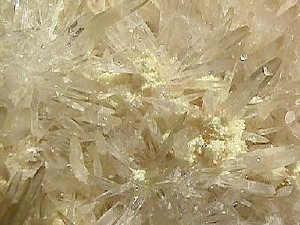
来自波兰，Machow矿的天青石
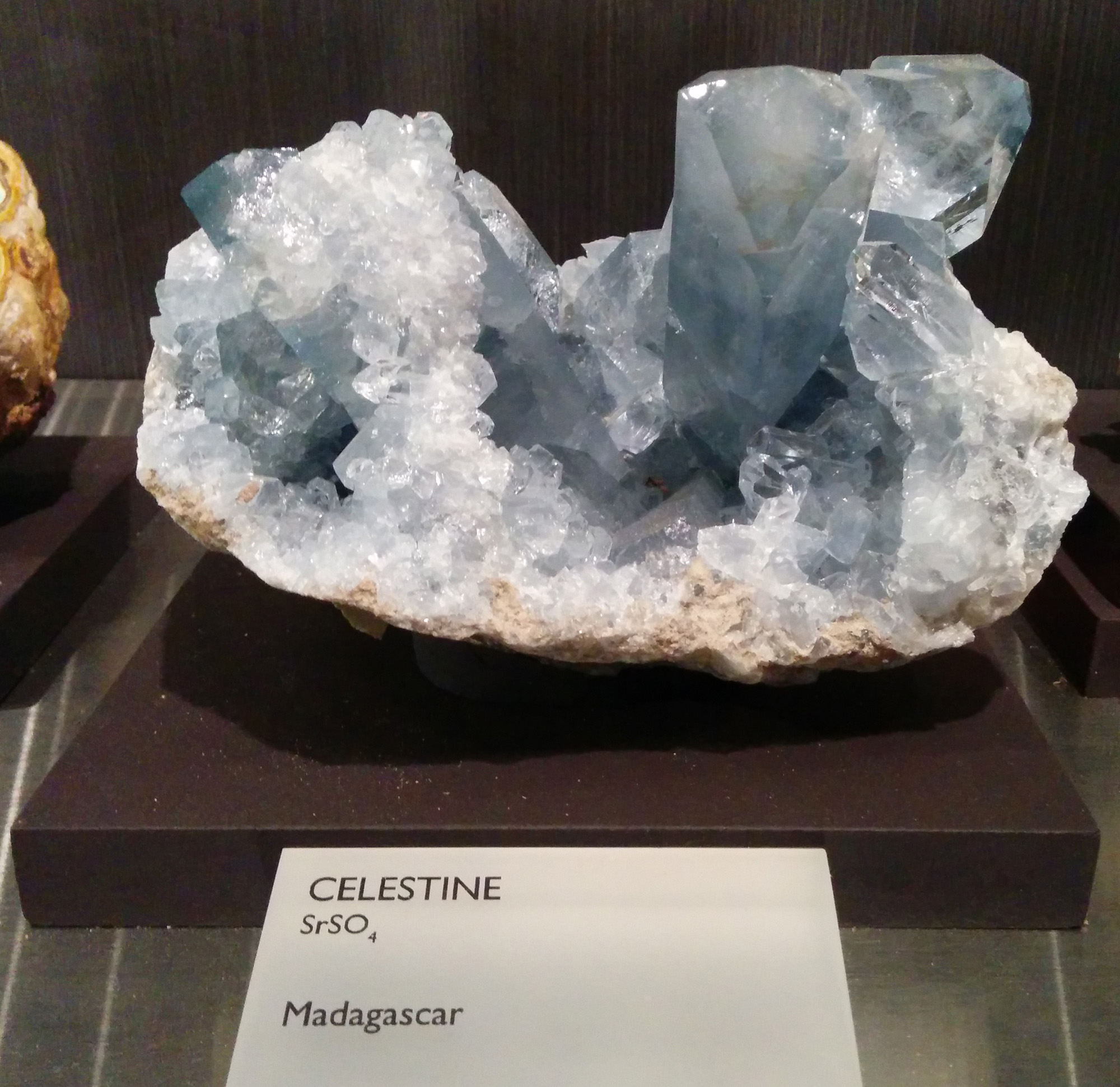
耶鲁大学皮博迪自然史博物馆展出的天青石矿物

## 晶洞
在一些晶洞中发现了天青石晶体。世界上已知最大的晶洞，最宽处直径为35英尺（11）的天青石晶洞，位于俄亥俄州普特因湾的伊利湖南巴斯岛附近。晶洞已被改造成观景洞，曾经构成晶洞底部的晶体被移除。晶洞有宽达18英寸（46）天青石晶体，估计每个重达300磅（140）。
天青石晶洞被认为通过替换由硫酸钙组成的石膏或硬石膏组成的雪花石膏结节而形成。硫酸钙微溶，但硫酸锶大多不溶。与硫酸钙结节接触的含锶溶液将钙溶解掉，留下空洞。锶立即沉淀为天青石，晶体生长到新形成的空腔中。

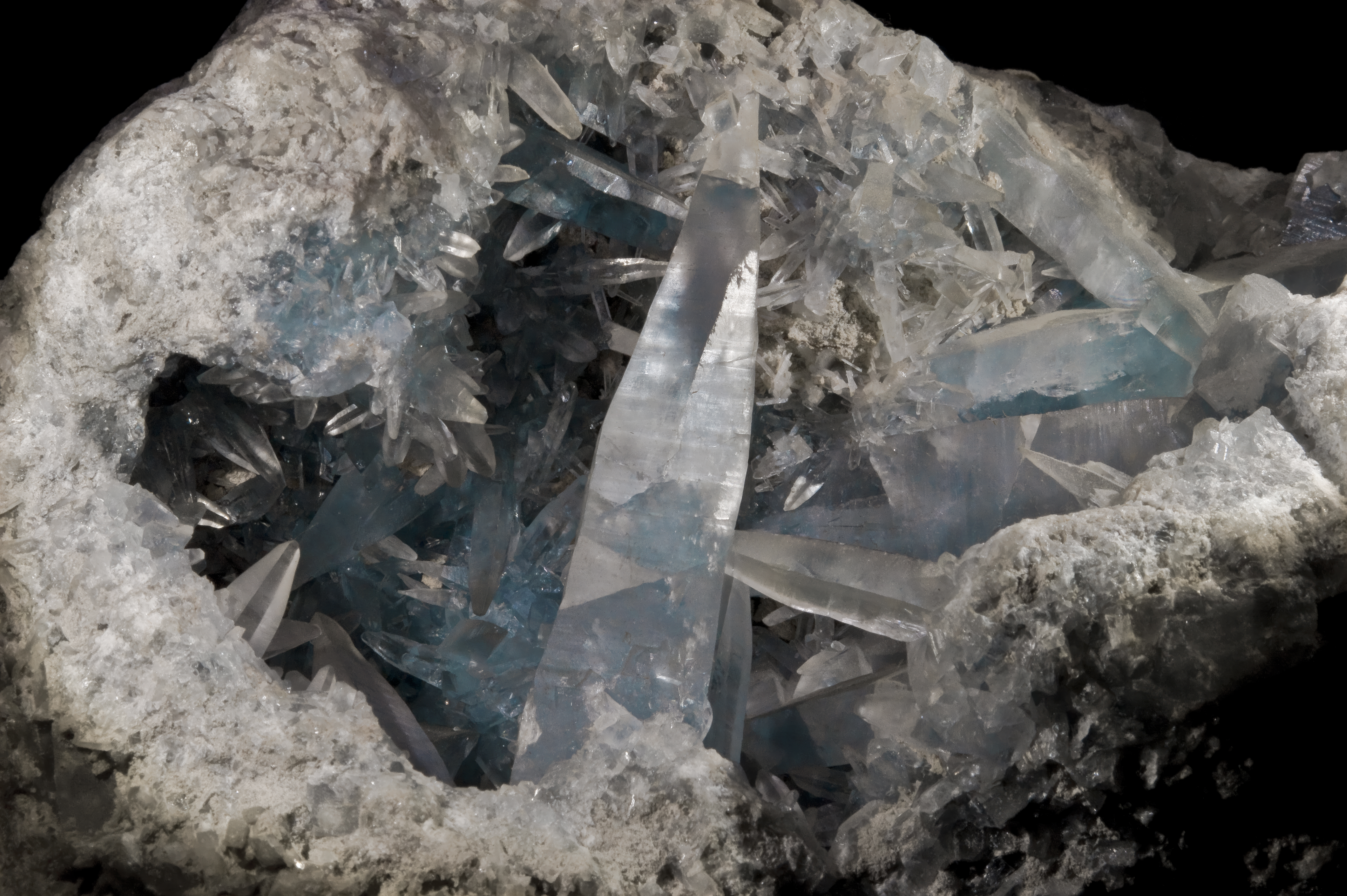
天青石晶洞剖面
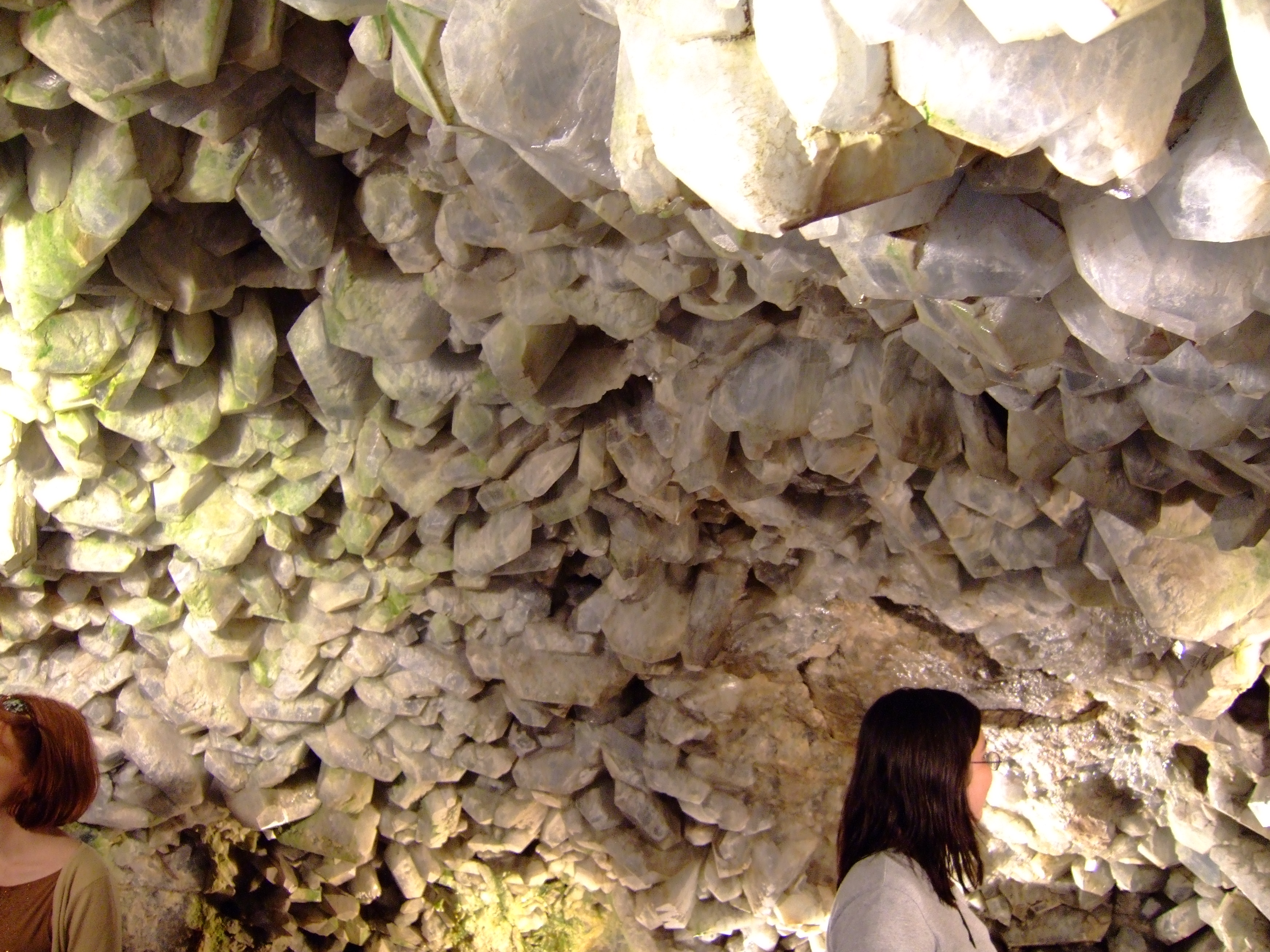
俄亥俄州的水晶洞内

## 外部連結
- 天青石 - Mindat.org（页面存档备份，存于）
- 天青石 - WebMineral（页面存档备份，存于）
- .  5 (第11版). London. 1911.